# つまみ食い
| ウィキペディアには「つまみ食い」という見出しの百科事典記事はありません（タイトルに「つまみ食い」を含むページの一覧/「つまみ食い」で始まるページの一覧）。 代わりにウィクショナリーのページ「つまみ食い」が役に立つかもしれません。 |